# Кочичино
Кочи́чино (укр. Кочичине) — село на Украине, находится в Емильчинском районе Житомирской области.
Код КОАТУУ — 1821783001. Население по переписи 2001 года составляет 314 человек. Почтовый индекс — 11220. Телефонный код — 4149. Занимает площадь 0,35 км².

## Адрес местного совета
11220, Житомирская область, Емильчинский р-н, с.Кочичино